# Luis María Anson
Luis María Anson Oliart (Madrid, 8 de febrero de 1934) es un periodista, escritor y político español. Es miembro de la Real Academia Española. Presidió la agencia EFE entre 1976 y 1983 y dirigió el diario ABC entre 1983 y 1997. Fundó el diario La Razón en 1998. En 2008 fundó el diario digital El Imparcial. La ideología de Anson oscila entre una fidelidad histórica a la monarquía y un liberalismo conservador. Ha presidido el concurso Miss España. Preside el suplemento El Cultural del diario El Mundo.

## Biografía
Luis María Ansón (inicialmente con tilde en la "o", hasta que el periodista se lo cambió), estudió en el Colegio Nuestra Señora del Pilar de Madrid. En 1954 ingresó en la Escuela Oficial de Periodismo, aunque ya había entrado el año anterior en el diario ABC y en el mismo año en que ingresó en la Escuela Oficial de Periodismo ya era colaborador habitual. Se casó en 1967 con Beatriz de Balmaseda y Arias-Dávila, hija del marqués de Casasola. El matrimonio tiene tres hijas: Leticia, Marta y Beatriz. En julio de 1966, la publicación de su artículo titulado "La Monarquía de todos", tuvo como consecuencia el secuestro del diario ABC, por parte de las  autoridades franquistas. Partiendo al exilio un año como corresponsal en Hong Kong. Es hermano del empresario Rafael Anson Oliart y del escritor Francisco Anson Oliart.

## Trayectoria
Fue redactor, jefe de sección, jefe de redacción y subdirector del ABC, así como director del número dominical. En 1957 fue nombrado consejero de redacción de la revista Reino. Ha sido miembro del Consejo Privado del Conde de Barcelona (Juan de Borbón) y secretario de Información de su Secretariado Político, hasta la disolución de ambos organismos el 29 de julio de 1969. Profesor de la Escuela Oficial de Periodismo de Madrid. En enero de 1970 fue nombrado subdirector de la misma. En septiembre de 1971 fue nombrado subdirector de ABC para las páginas de huecograbado. Hasta entonces, ejercía como redactor jefe del suplemento semanal Los Domingos de ABC.
En 1975 fue director de Blanco y Negro y en 1976 de Gaceta Ilustrada. En 1976 sucedió a Manuel Aznar Zubigaray en el Consejo de Dirección de La Vanguardia. Más tarde, el 28 de septiembre de 1976, fue designado Presidente de la Agencia EFE, cargo que ocupó hasta enero de 1983. Durante esa etapa, el periodista organizó cenas y encuentros con militares, políticos y empresarios en las que, según algunos historiadores, se habrían pergeñado planes para promover un golpe de Estado incruento, acusaciones dementidas por el propio Anson.
El 13 de enero de 1983 el Consejo Administrativo de Prensa Española, empresa editora del diario ABC, le nombró director del periódico en sustitución de Guillermo Luca de Tena, que pasó a ser editor del mismo. En este puesto modernizó el por entonces anquilosado periódico. 
En septiembre de 1996 aceptó  una oferta del grupo mexicano Televisa para encargarse de su proyecto de televisión digital; y el 28 de noviembre suscribió en nombre de esta compañía un acuerdo con Telefónica, TV3, Antena 3 TV, Canal 9, TVGa y Telemadrid para la difusión de los servicios de televisión digital en España. El 13 de junio de 1997 abandonó la dirección del periódico ABC después de catorce años para ser presidente de Televisa España, vicepresidente del grupo Internacional Televisa y miembro de su Consejo. 
Electo en 1996, a comienzos de 1998 ingresó como académico en la Real Academia Española, apadrinado por Fernando Lázaro Carreter. 
En junio del mismo año decidió participar en la fundación de un nuevo diario nacional con el nombre de La Razón, proyecto que, en julio, se fusiona con otro similar promovido por el Grupo Z. En octubre asume el cargo de Presidente del Consejo de Dirección de La Razón y deja la Presidencia de Televisa España, aunque continúa como miembro del Consejo de Administración de Televisa. La Razón sale a la calle el 5 de noviembre de 1998, defendiendo en su línea editorial la monarquía y la unidad de España, con una orientación muy conservadora especialmente dirigida al ámbito de la cultura. En este periódico escribió la columna denominada "Canela fina" hasta que se despidió del mismo en 2005 para dirigir el suplemento El Cultural que se distribuye con el periódico El Mundo, en el que continúa escribiendo su columna. El suplemento cultural de El Mundo, desde el 14 de enero de 2022, es "La Lectura de El Mundo que, desde su primer número viene apareciendo sin colaboraciones de Anson.
A finales de 2007 funda y preside, en colaboración con la Fundación Ortega y Gasset-Gregorio Marañón, el periódico digital El Imparcial.es, que nació en Internet el 21 de enero de 2008.
Ansón es el periodista en activo con más años de trayectoria profesional en España, más de 65 años (1957-2023), seguido del también académico RAE Juan Luis Cebrián, con más de 60 años ininterrumpidos (1963-2023).

## Distinciones y reconocimientos
Entre otros, Luis María Ansón ha recibido los siguientes premios y reconocimientos:
- Medalla de Oro de la Fundación García Cabrerizo
- Premio Nacional de Comunicación José Pagés Llergo (México, 2016)
- Antenas de Oro (1996, 2011 y 2015)
- Premio Nacional de Periodismo Miguel Delibes (2009)
- Gran Cruz Europea de Oro (1997)
- Medalla de Oro de la ciudad de Oviedo (1996)
- Premio Princesa de Asturias de Comunicación y Humanidades (1991)[11]
- Medalla de Honor al Fomento de la Invención (1991)
- Medalla de Oro de la Asociación de la Prensa de Madrid (1999)
- Personalidad del Año en Francia (1989)
- Premio Nacional de Periodismo (1980)
- Premio González-Ruano de periodismo (1977)
- Premio Víctor de la Serna de la Asociación de la Prensa de Madrid (1974)
- Premio Asociación de la Prensa de Madrid al Mejor Periodista del Año (1974).
- Premio Mariano de Cavia (1964)
- Premio Luca de Tena (1960) por un trabajo sobre la catástrofe de Agadir.
- Doctor honoris causa por las universidades de México, Lisboa y Universidad a Distancia de Madrid (2022).[12]
- Es miembro de honor de la Real Academia de Doctores (1995), el correspondiente
- Es miembro correspondiente por España en la Real Academia Portuguesa de Historia (1997, con ingreso en 2004).

## Obra
La obra de Ansón ha sido ampliamente comentada por el crítico literario Fernández Candela, siendo valorada a la altura de los trabajos de J. Moll y J. Vila.
- Antología de las mejores poesías de amor de la lengua española, Barcelona: Plaza y Janés (2000). ISBN 84-01-37667-X
- Don Juan, Barcelona: Plaza y Janés (1994) ISBN 84-01-37528-2
- La negritud (1971)
- El grito de Occidente (1965)
- El grito de Oriente (1965)
- Sobre la creación poética (1962)
- La justa distribución de la riqueza mundial (1962)
- El Gengis Kan Rojo (1960)
- Maurras, razón y fe (1960)
- La hora de la monarquía (1958)
- La monarquía, hoy (1957)
- “El grito de Oriente” (1965, por el que recibió el Premio Nacional de Literatura), “Don Juan” (1994, finalista al Premio Nacional de Literatura –Ensayo-) y “Antología de las mejores poesías de amor en lengua española” (1998).

| Predecesor: José López Rubio                                | Académico de la Real Academia Española Sillón ñ 1998 – Actualmente  | Sucesor: En el cargo (cargo vitalicio) |
| Predecesor: Universidad Centroamericana "José Simeón Cañas" | 11.º Premio Príncipe de Asturias de Comunicación y Humanidades 1991 | Sucesor: Emilio García Gómez           |